# MOSE

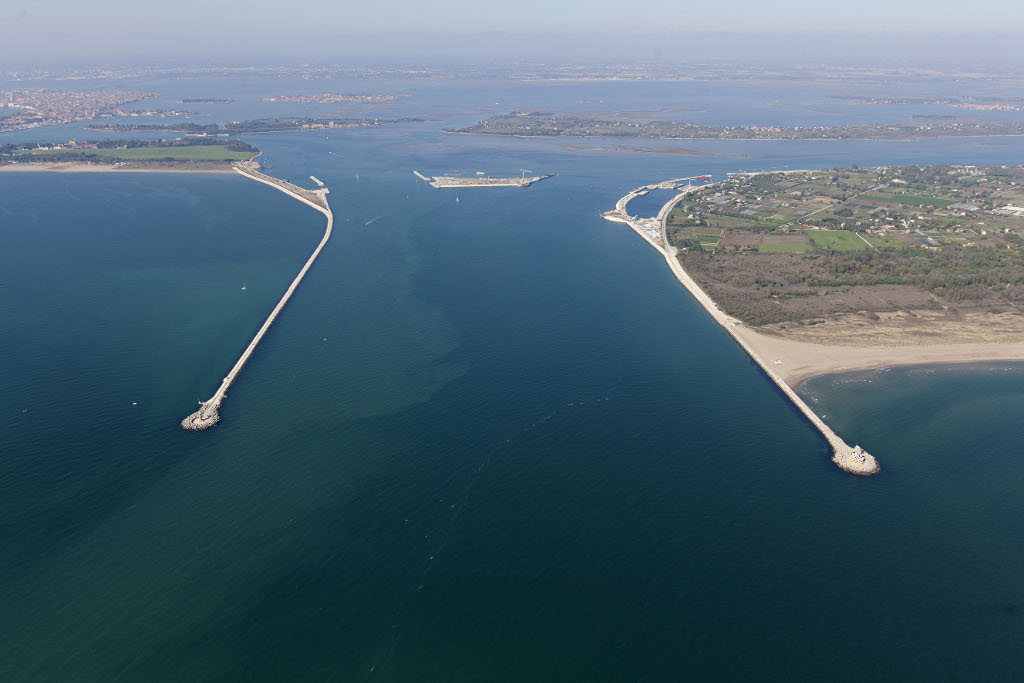
Uma fotografia aérea de 2012 da entrada de Lido e os locais de trabalho onde o MOSE foi construído

MOSE (em italiano:  Modulo Sperimentale Elettromeccanico, em português:  Módulo Eletromecânico Experimental) é um projeto destinado a proteger a cidade de Veneza e a Lagoa de Veneza, na Itália, de inundações.
O projeto é um sistema integrado composto por fileiras de portões móveis instalados nas enseadas de Lido, Malamocco e Chioggia que são capazes de isolar temporariamente a Lagoa de Veneza do Mar Adriático durante as marés altas de acqua alta. Juntamente com outras medidas, como reforço costeiro, elevação de cais, pavimentação e melhoramento da lagoa, o MOSE foi projetado para proteger Veneza e a lagoa de marés de até 3 metros.
O Consorzio Venezia Nuova é responsável pelo trabalho em nome do Ministério das Infraestruturas e Transportes da Itália. 
A construção começou em 2003. Em 10 de julho de 2020, o primeiro teste completo foi concluído com sucesso e, após vários atrasos, custos excessivos e escândalos, o projeto perdeu o prazo de conclusão de 2018 (originalmente era 2011), em 2022 espera-se que seja totalmente concluído até o final de 2025. Em 3 de outubro de 2020, o MOSE foi ativado pela primeira vez na ocorrência de um evento de maré alta, impedindo que algumas partes baixas da cidade (em particular a praça San Marco) fossem inundadas.